# 손민경
손민경(1977년 ~ )은 대한민국의 배우이다.

## 이력
신장은 171cm이고 수영에 특기가 있으며 1996년 미스 강원 대회에 출전한 전력이 있는 그녀는 그 해 1996년 연극배우 첫 데뷔하였고 이듬해 1997년 뮤지컬배우 데뷔하였으며 2000년 MBC 문화방송 29기 공채 탤런트로 데뷔하였다.

## 출연작

### TV 드라마
- 2001년 호텔리어 (MBC) - 안미희 역
- 2002년 그 햇살이 나에게 (MBC)
- 2002년 네 멋대로 해라 (MBC) - 서영은 역
- 2002년 시트콤 연인들 (MBC)
- 2002년 야인시대 (SBS) - 젊은 시절 이재희 역

### 영화
- 2005년 키다리 아저씨 - 오 작가 역